# 存取控制
存取控制（英語：Access control）是指对访问者向受保护资源进行访问操作的控制管理。该控制管理保证被授权者可访问受保护资源，未被授权者不能访问受保护资源。

## 實體控制
現實生活中的存取控制可以由付費或者認證達成。例如，火車站的剪票員要求旅客排成一列依序剪票，未持票旅客不得上車；或者公司警衛要求員工出示識別證，否則不得進入辦公室等。

## 访问模型
访问控制有很多模型，比如：
- 自主存取控制（英語：Discretionary access control）
- 强制存取控制（英語：Mandatory access control）
- 角色存取控制（英語：Role-based access control）
- 规则存取控制（英語：Rule Based Access Control）
- 属性存取控制（英语：Attribute-based access control）
- 識別存取控制（英語：Identity-based access control）

## 資訊安全
在資訊安全領域中，存取控制包含了認證、授權以及稽核。